# شبکوویتسه
شبکوویتسه (به چکی: Šebkovice) یک منطقهٔ مسکونی در جمهوری چک است که در منطقه تربیچ واقع شده‌است. شبکوویتسه ۱۰٫۷۳ کیلومتر مربع مساحت و ۴۵۹ نفر جمعیت دارد و ۴۵۵ متر بالاتر از سطح دریا واقع شده‌است.